# ワゴン・ホイール
ワゴン・ホイールとは、航空戦における編隊の基本的な戦術。編隊の戦闘機が相互に後方を守るとともに、編隊に割り込んできた敵機を撃破する罠とすることを目的とした、ドッグファイトにおいて優位に立つために編み出された戦術である。ベトナム戦争時、アメリカ航空機を迎え撃つためにベトナム軍が多用した。

## 概要
空中で大きな円を描くように編隊を組む(Wagon Wheel)。円周上では友軍機の後ろに友軍機が付いていることになり、敵機が友軍機の一機に攻撃を仕掛けようとして背後に付くと、後方の友軍機の前に敵機が飛び出す形となり罠にかかって撃墜される。特に雲が多いとワゴン・ホイールの隊形を組んでいると敵機に悟られず、性能の劣る機体で敵を罠にかける戦術として利用された。
相手側がワゴン・ホイールの隊形を組んでいると分かったときの対抗策としては、自機のほうが旋回半径が小さいときには円の内側から敵機を攻撃し(相手側のほうが旋回半径が大きいので背後を取られることはない)編隊を乱すか、上空から急降下しつつ敵機を攻撃し(円の直角方向から攻める)編隊を乱すなどの戦術が取られる。